# Franz Joseph Fröhlich

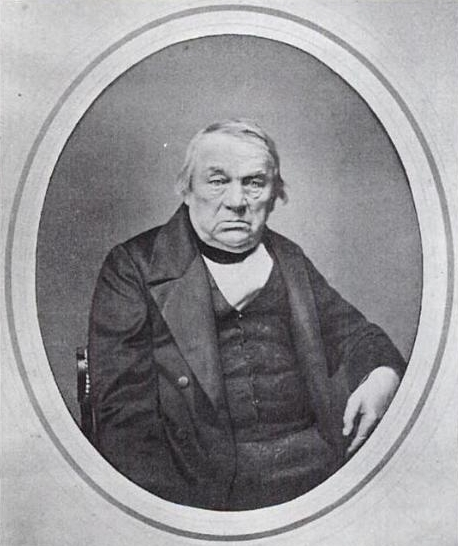
Franz Joseph Fröhlich.

Franz Joseph Fröhlich, född den 28 maj 1780 i Würzburg, död där den 5 januari 1862, var en tysk musiker. 
Fröhlich, som var professor i filosofiska fakulteten i Würzburg, skrev uppsatser och recensioner i Cæcilia och i Leipziger allgemeine musikalische Zeitung med flera tidskrifter. Han utgav skolor för de flesta instrument. Fröhlich komponerade en serenad för flöjt, klarinett, violin och fagott eller violoncell och klaversonater med mera.